# Joe Dawson (personaggio)
Joe Dawson è un personaggio fittizio della serie TV Highlander.
Joe è un osservatore mortale interpretato dall'attore Jim Byrnes e doppiato, nella versione italiana, da Luciano De Ambrosis.

## Personaggio
Dawson appare per la prima volta nel primo episodio della seconda stagione, Gli Osservatori, come uomo di mezza età, colto, che lavora come commesso nella libreria di James Horton a Seacouver. Duncan MacLeod viene condotto lì dagli appunti scritti da Darius nel libro trovato nella sua sacrestia dopo la sua morte. Inizialmente MacLeod non sa che Dawson è un Osservatore, ma Dawson gli dice la verità dopo che lo stesso MacLeod mette KO due Cacciatori.
| Controllo di autorità | Europeana agent/base/157652 |